# レコーディング・ダイエット
レコーディング・ダイエットとは、岡田斗司夫が著書『いつまでもデブと思うなよ』（新潮社、2007年。ISBN 978-4106102271）で紹介したダイエット法である。2006年4月頃より、岡田斗司夫が実践・開発したダイエット法の一つで、日々摂取する食物とそのエネルギー量を記録することで、自分が摂取しているエネルギー量、食事の内容、間食などを自覚し、食生活の改善につなげるというものである。
レコーディング・ダイエットは岡田氏の登録商標であり一般名称ではない。

## 経緯と方法
岡田は体重がピーク時で117kgもあり、かつて伊集院光と番組で共演した際は「どちらがどちらか分からない」と言われるほどの恰幅のよい体格（＝デブ）だった。レコーディング・ダイエット以前の2001年頃から2003年頃にかけても岡田はダイエットに挑戦して、一時は110kg台から80kg台へ約30kgの減量を果たしたが、結局はリバウンドして元に戻っていた。その後、2006年より始めたダイエットにより、1年余りで体重を117kgから67kgへと50kg減量、体脂肪率を42%から17%へと落とした。
この手法を明かした著書『いつまでもデブと思うなよ』によれば、この減量を可能にしたのがこの方法で、いわば「意識改革」の一種である。
手法は、毎回の食事の中で、どれだけのエネルギーの物をどれだけ食べたかを逐一記録し、自分の一日の総摂取エネルギー量を確認する、という簡単なものだが、この行為を反復することにより「無意識に摂っていた間食などの食材」を自覚し、肥満に繋がる食生活のパターンを戒める意識が自分の中に根づくというものである。
ただし、その内容は結果的には食事制限となっており、本人はダイエットが軌道に乗った頃になると1日の摂取カロリーを1000kcal台前半まで抑えることができるようになっていた。
考案者は自分だと岡田本人が主張しているが、レコーディング・ダイエット的なダイエット法は以前から存在し、岡田自身もそれを認めている。岡田のレコーディングダイエットの開拓よりも半世紀以上前にも、レコーディングダイエットの基礎として、美容研究家・和田静郎の「和田式フィギュアリング」と呼ばれる痩身法が開拓されている。
2008年11月20日にはダイエット支援ツールであるニンテンドーDS用ソフト『岡田斗司夫のいつまでもデブと思うなよ DSでレコーディングダイエット』がロケットカンパニーより発売された。

## 著書を巡るトラブル

### いいめもダイエット
2007年10月、食べた物とエネルギー量をメールで送るだけでダイエット記録を作成するという主旨の日本国内のウェブサイトサービス「いいめもダイエット」に対して著作権の侵害を根拠にサービスの停止を求めた。「いいめもダイエット」はレコーディング・ダイエットのアイデアを盗用しているという主張ではあったが、アイデアは著作物ではないとする日本の著作権法では問題があるサービスだとは言えない。
しかし、このクレームを受けた開発側の「いいめもプロジェクト」は同年10月17日にサービスを停止することとなった。同プロジェクトは事前のプレスリリースでも岡田の名前、および著書『いつまでもデブと思うなよ』を挙げて、これに着想を受けて開発した旨を発表していたが、岡田側に挨拶をせずに公開した経緯があった。　
岡田は自身のブログでこの話題に関して「この事に関しては、一週間後にコメントする。一週間後にコメントをするまでは、憶測で叩いてもらってもかまわない。このブログの書き込みも一切削除はしない。」という旨の記事を掲載していたものの、その記事は即日削除され、代わりに「この記事は削除せざるを得なくなりました。コメント欄のみ、約束ですから削除しません。」という旨の記事が載った。また、同年10月25日には同ブログにサービス停止請求に至った経緯を公表した。

### 夏目祭子の著作との類似性
夏目祭子は、内容が夏目の著作『ダイエットやめたらヤセちゃった』に酷似していると指摘している。

## 関連図書
- いつまでもデブと思うなよ（2007年）ISBN 4106102277
- レコーディング・ダイエット「公式」手帖（2009年）ISBN 9784796669757
- レコーディング・ダイエット決定版（2010年）ISBN 978-4167773106